# Klubowe Mistrzostwa Świata w piłce siatkowej mężczyzn 2023
Klubowe Mistrzostwa Świata w piłce siatkowej mężczyzn 2023 (oficjalna nazwa 2023 FIVB Men’s Volleyball Club World Championship) – 18. turniej o tytuł klubowego mistrza świata, który odbył się w dniach 6–10 grudnia 2023 w Bengaluru, po raz pierwszy w historii.

## System rozgrywek
Turniej składa się z dwóch rund, w trakcie których rozegrane zostanie 10 meczów.
W fazie grupowej stworzono dwie grupy (A i B) z 4 zespołami w obu grupach. Rywalizacja w grupach odbywa się systemem kołowym. Do fazy pucharowej awansują 2 drużyny z każdej grupy. W fazie finałowej odbędą się półfinały, mecz o 3. miejsce i finał. Pary półfinałowe zostaną stworzone według wzoru:
A1 – B2
B1 – A2.
Przegrani półfinałów zagrają o 3. miejsce, natomiast wygrani zmierzą się w finale. Zwycięzca meczu finałowego zostanie klubowym mistrzem świata.

## Obiekt[2]
| Grupa A i B, Faza finałowa |
| -------------------------- |
| Bengaluru                  |
| Koramangala Indoor Stadium |
| Pojemność: 2000            |

## Drużyny uczestniczące[3]
| Drużyna                   | Sposób awansu                               |
| ------------------------- | ------------------------------------------- |
| Ahmedabad Defenders       | Gospodarz, Mistrz Indii 2023                |
| Sir Safety Sicoma Perugia | półfinalista Ligi Mistrzów 2022/2023        |
| Halkbank Ankara           | półfinalista Ligi Mistrzów 2022/2023        |
| Sada Cruzeiro             | Klubowy Mistrz Ameryki Południowej 2023     |
| Itambé/Minas              | Klubowy Wicemistrz Ameryki Południowej 2023 |
| Suntory Sunbirds          | Klubowy Mistrz Azji 2023                    |

Pierwotnie w turnieju zamiast zespołów Sir Safety Sicoma Perugia i Halkbank Ankara udział miały wziąć zwycięzca Ligi Mistrzów Grupa Azoty ZAKSA Kędzierzyn-Koźle i finalista Jastrzębski Węgiel. Obie dwie polskie drużyny zrezygnowały z występów w turnieju głównie z powodów logistycznych tj. napiętym grafikiem rozgrywek w PlusLidze (2023/2024) oraz Ligi Mistrzów (2023/2024).

## Rozgrywki[5]
- W nawiasach podano godziny meczów zgodnie z czasem środkowoeuropejskim

### Faza grupowa

#### Grupa A
Tabela
| Lp. | Drużyna                   | Mecze | Mecze   | Mecze   | Pkt | Sety | Sety | Sety  | Małe punkty | Małe punkty | Małe punkty |
| Lp. | Drużyna                   | M     | W (3:2) | P (2:3) | Pkt | wyg. | prz. | ratio | zdob.       | str.        | ratio       |
| --- | ------------------------- | ----- | ------- | ------- | --- | ---- | ---- | ----- | ----------- | ----------- | ----------- |
| 1   | Sir Safety Sicoma Perugia | 2     | 2 (0)   | 0 (0)   | 6   | 6    | 0    | MAX   | 151         | 112         | 1.348       |
| 2   | Itambé/Minas              | 2     | 1 (0)   | 1 (0)   | 3   | 3    | 3    | 1.000 | 139         | 140         | 0.993       |
| 3   | Ahmedabad Defenders       | 2     | 0 (0)   | 2 (0)   | 0   | 0    | 6    | 0.000 | 112         | 150         | 0.747       |

Źródło: FIVB
Punktacja: 3:0 i 3:1 – 3 pkt; 3:2 – 2 pkt; 2:3 – 1 pkt; 1:3 i 0:3 – 0 pkt
Zasady ustalania kolejności: 1. liczba zwycięstw, 2. liczba punktów, 3. stosunek setów, 4. stosunek małych punktów, 5. bilans w bezpośrednich meczach
Legenda:   awans do półfinału
Wyniki
| Data       | Godz.         | Drużyna 1                 | Wynik | Drużyna 2                 | 1     | 2     | 3     | 4 | 5 | Widzów | *      |
| ---------- | ------------- | ------------------------- | ----- | ------------------------- | ----- | ----- | ----- | - | - | ------ | ------ |
| 06.12.2023 | 20:30 (16:00) | Ahmedabad Defenders       | 0:3   | Itambé/Minas              | 22:25 | 23:25 | 19:25 |   |   | 1392   | Raport |
| 07.12.2023 | 20:30 (16:00) | Sir Safety Sicoma Perugia | 3:0   | Itambé/Minas              | 25:18 | 26:24 | 25:22 |   |   | 1285   | Raport |
| 08.12.2023 | 20:30 (16:00) | Ahmedabad Defenders       | 0:3   | Sir Safety Sicoma Perugia | 18:25 | 19:25 | 12:25 |   |   | 869    | Raport |

#### Grupa B
Tabela
| Lp. | Drużyna          | Mecze | Mecze   | Mecze   | Pkt | Sety | Sety | Sety  | Małe punkty | Małe punkty | Małe punkty |
| Lp. | Drużyna          | M     | W (3:2) | P (2:3) | Pkt | wyg. | prz. | ratio | zdob.       | str.        | ratio       |
| --- | ---------------- | ----- | ------- | ------- | --- | ---- | ---- | ----- | ----------- | ----------- | ----------- |
| 1   | Suntory Sunbirds | 2     | 1 (0)   | 1 (1)   | 4   | 5    | 3    | 1.667 | 192         | 183         | 1.049       |
| 2   | Halkbank Ankara  | 2     | 1 (0)   | 1 (0)   | 3   | 3    | 3    | 1.000 | 141         | 143         | 0.986       |
| 3   | Sada Cruzeiro    | 2     | 1 (1)   | 1 (0)   | 2   | 3    | 5    | 0.600 | 189         | 196         | 0.964       |

Źródło: FIVB
Punktacja: 3:0 i 3:1 – 3 pkt; 3:2 – 2 pkt; 2:3 – 1 pkt; 1:3 i 0:3 – 0 pkt
Zasady ustalania kolejności: 1. liczba zwycięstw, 2. liczba punktów, 3. stosunek setów, 4. stosunek małych punktów, 5. bilans w bezpośrednich meczach
Legenda:   awans do półfinału
Wyniki
| Data       | Godz.         | Drużyna 1       | Wynik | Drużyna 2        | 1     | 2     | 3     | 4     | 5     | Widzów | *      |
| ---------- | ------------- | --------------- | ----- | ---------------- | ----- | ----- | ----- | ----- | ----- | ------ | ------ |
| 06.12.2023 | 17:00 (12:30) | Halkbank Ankara | 0:3   | Suntory Sunbirds | 23:25 | 23:25 | 16:25 |       |       | 1342   | Raport |
| 07.12.2023 | 17:00 (12:30) | Sada Cruzeiro   | 3:2   | Suntory Sunbirds | 25:21 | 31:29 | 28:30 | 22:25 | 15:12 | 645    | Raport |
| 08.12.2023 | 17:00 (12:30) | Halkbank Ankara | 3:0   | Sada Cruzeiro    | 26:24 | 25:18 | 28:26 |       |       | 542    | Raport |

### Faza finałowa
|  |                           |                           |              |                   |   |                           |                           |       |
|  | Półfinały                 | Półfinały                 | Półfinały    |                   |   | Finał                     | Finał                     | Finał |
|  | Półfinały                 | Półfinały                 | Półfinały    |                   |   | Finał                     | Finał                     | Finał |
|  | 09.12                     |                           |              |                   |   |                           |                           |       |
|  |                           |                           |              |                   |   |                           |                           |       |
|  | Sir Safety Sicoma Perugia | Sir Safety Sicoma Perugia | 3            |                   |   |                           |                           |       |
|  | Sir Safety Sicoma Perugia | Sir Safety Sicoma Perugia | 3            | 10.12             |   |                           |                           |       |
|  | Halkbank Ankara           | Halkbank Ankara           | 0            |                   |   |                           |                           |       |
|  | Halkbank Ankara           | Halkbank Ankara           | 0            |                   |   | Sir Safety Sicoma Perugia | Sir Safety Sicoma Perugia | 3     |
|  | 09.12                     |                           |              |                   |   | Sir Safety Sicoma Perugia | Sir Safety Sicoma Perugia | 3     |
|  |                           |                           | Itambé/Minas | Itambé/Minas      | 0 |                           |                           |       |
|  | Suntory Sunbirds          | Suntory Sunbirds          | Itambé/Minas | Itambé/Minas      | 0 | 2                         |                           |       |
|  | Suntory Sunbirds          | Suntory Sunbirds          |              |                   |   |                           |                           |       |
|  | Itambé/Minas              | Itambé/Minas              | 3            |                   |   |                           |                           |       |
|  | Itambé/Minas              | Itambé/Minas              | 3            | Mecz o 3. miejsce |   |                           |                           |       |
|  |                           |                           |              |                   |   |                           |                           |       |
|  | 10.12                     |                           |              |                   |   |                           |                           |       |
|  |                           |                           |              |                   |   |                           |                           |       |
|  | Halkbank Ankara           | Halkbank Ankara           | 2            |                   |   |                           |                           |       |
|  | Halkbank Ankara           | Halkbank Ankara           | 2            |                   |   |                           |                           |       |
|  | Suntory Sunbirds          | Suntory Sunbirds          | 3            |                   |   |                           |                           |       |
|  | Suntory Sunbirds          | Suntory Sunbirds          | 3            |                   |   |                           |                           |       |

#### Półfinały
| Data       | Godz.         | Drużyna 1                 | Wynik | Drużyna 2       | 1     | 2     | 3     | 4     | 5     | Widzów | *      |
| ---------- | ------------- | ------------------------- | ----- | --------------- | ----- | ----- | ----- | ----- | ----- | ------ | ------ |
| 09.12.2023 | 17:00 (12:30) | Sir Safety Sicoma Perugia | 3:0   | Halkbank Ankara | 25:14 | 25:16 | 31:29 |       |       | 1030   | Raport |
| 09.12.2023 | 20:30 (16:00) | Suntory Sunbirds          | 2:3   | Itambé/Minas    | 25:22 | 22:25 | 30:28 | 20:25 | 15:17 | 1327   | Raport |

#### Mecz o 3. miejsce
| Data       | Godz.         | Drużyna 1       | Wynik | Drużyna 2        | 1     | 2     | 3     | 4     | 5     | Widzów | *      |
| ---------- | ------------- | --------------- | ----- | ---------------- | ----- | ----- | ----- | ----- | ----- | ------ | ------ |
| 10.12.2023 | 17:00 (12:30) | Halkbank Ankara | 2:3   | Suntory Sunbirds | 25:17 | 25:23 | 21:25 | 19:25 | 12:15 | 1475   | Raport |

#### Finał
| Data       | Godz.         | Drużyna 1                 | Wynik | Drużyna 2    | 1     | 2     | 3     | 4 | 5 | Widzów | *      |
| ---------- | ------------- | ------------------------- | ----- | ------------ | ----- | ----- | ----- | - | - | ------ | ------ |
| 10.12.2023 | 20:30 (16:00) | Sir Safety Sicoma Perugia | 3:0   | Itambé/Minas | 25:13 | 25:21 | 25:19 |   |   | 1848   | Raport |

## Nagrody indywidualne
| Nagroda                | Zawodnik                              | Klub                                   |
| MVP                    | Ołeh Płotnycki                        | Sir Safety Sicoma Perugia              |
| Najlepszy rozgrywający | Simone Giannelli                      | Sir Safety Sicoma Perugia              |
| Najlepsi środkowi      | Sebastián Solé Renan Michelucci       | Sir Safety Sicoma Perugia Itambé/Minas |
| Najlepsi przyjmujący   | Ołeh Płotnycki Marcus Vinícius Coelho | Sir Safety Sicoma Perugia Itambé/Minas |
| Najlepszy atakujący    | Dmitrij Muserski                      | Suntory Sunbirds                       |
| Najlepszy libero       | Maique Nascimento                     | Itambé/Minas                           |

## Klasyfikacja końcowa
| Miejsce | Drużyna                   |
| ------- | ------------------------- |
| złoto   | Sir Safety Sicoma Perugia |
| srebro  | Itambé/Minas              |
| brąz    | Suntory Sunbirds          |
| 4.      | Halkbank Ankara           |
| 5.      | Sada Cruzeiro             |
| 6.      | Ahmedabad Defenders       |